# U 64 (Kriegsmarine)
De U 64 was een Duitse U-boot van de Kriegsmarine tijdens de Tweede Wereldoorlog. De U 64 was een type IXB U-boot die tijdens de Duitse Inval in Noorwegen op 13 april 1940 tot zinken werd gebracht, met weinig slachtoffers. De commandant was kapitein-luitenant-ter-zee Georg-Wilhelm Schulz. De boot zonk bij benadering op positie 68° 29′ 0″ NB, 17° 30′ 0″ OL.

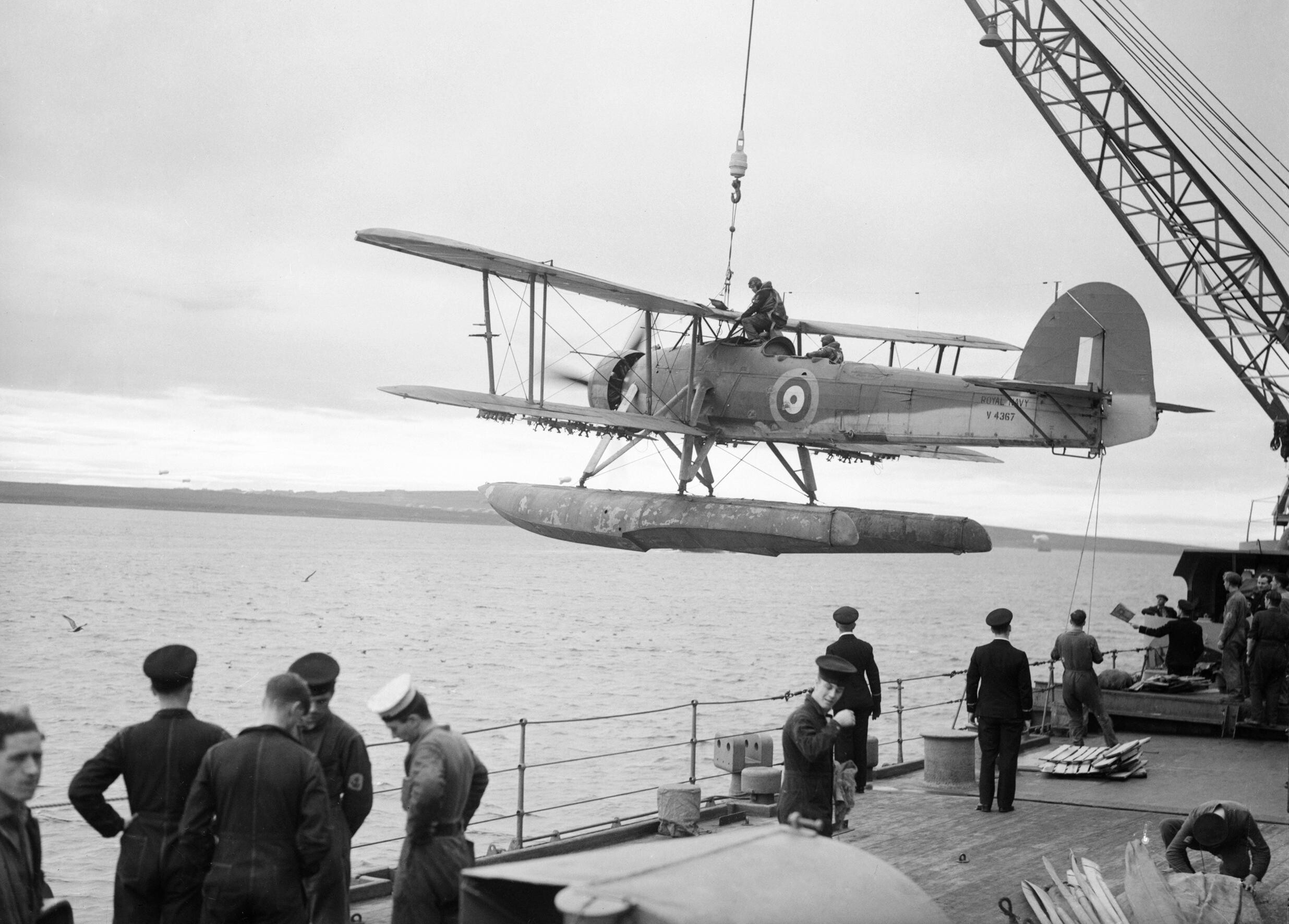
Een Fairey Swordfish met drijvers, zoals gebruikt door de HMS Warspite

## Geschiedenis
De U 64 werd in de Herjangsfjord bij Bjerkvik, in de buurt van de Noorse stad Narvik, tot zinken gebracht door een Swordfish-vliegtuig L 9767 van het Britse slagschip HMS Warspite. Er vielen acht doden, maar 38 bemanningsleden, alsook hun commandant Georg-Wilhelm Schulz, overleefden het.
Sommige manschappen konden uit de gezonken onderzeeër ontsnappen. Ze werden uit het water opgepikt door mannen van de Duitse bergtroepen, zogenaamde Bergjägers. In juni 1940 nam de bemanning het embleem "Edelweiss" over voor hun toekomstige nieuwe boot, de U 124.
Het wrak van de U 64 werd in 1957 opgetakeld en op sleeptouw genomen. Door het aanstaande krabbend anker zonk de onderzeeër weer, ergens voor de kust van Helgeland in Noorwegen.